# Laboratorium voor Zuivelbereiding

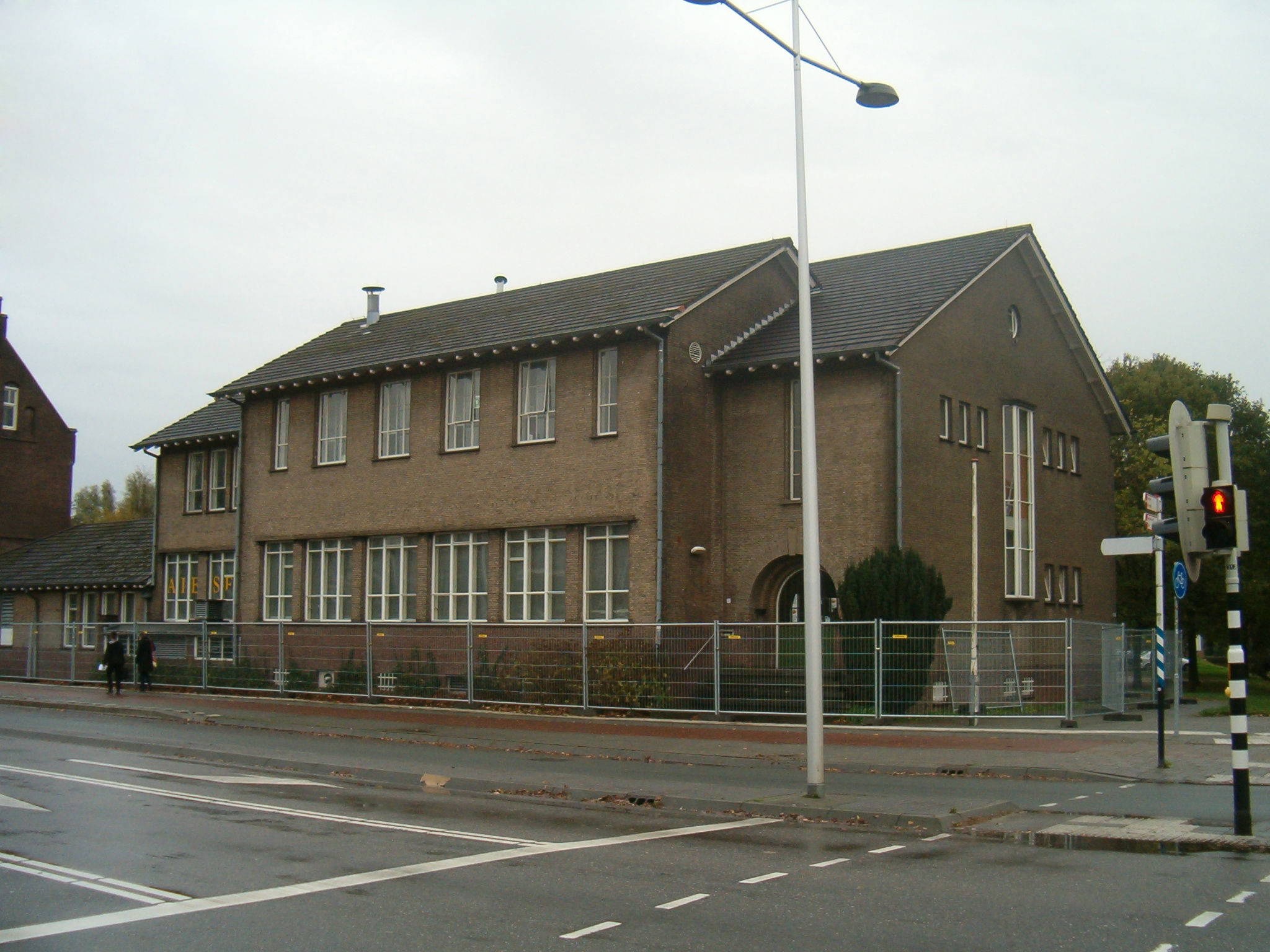
november 2013

Het Laboratorium voor Zuivelbereiding / Department of Dairying was een laboratorium van de Landbouwhogeschool Wageningen. Het was gelegen aan de Lawickse Allee 13. Het is gebouwd in de jaren 1939-1940. Het was ontworpen in opdracht van Gustav Cornelis Bremer van de Rijksgebouwendienst onder supervisie van H. Hoekstra., Het gebouw stond ook bekend als LA13.
De laatste jaren werd de voormalige practicumzaal bodemmorfologie gebruikt als filmzaal voor bioscoop Movie W. Het was ook het Cultuur en Debathuis van Wageningen UR. Ook studentenorganisaties hadden zich gevestigd in LA13. Studium Generale WUR had in LA13 een lezingenzaal. In januari 2011 werd bekend dat Wageningen UR het pand wilde afstoten en de studentenorganisaties en het filmhuis moesten het gebouw in 2012 verlaten.,, Het gebouw is gesloopt in november 2013.

## Fotogalerij

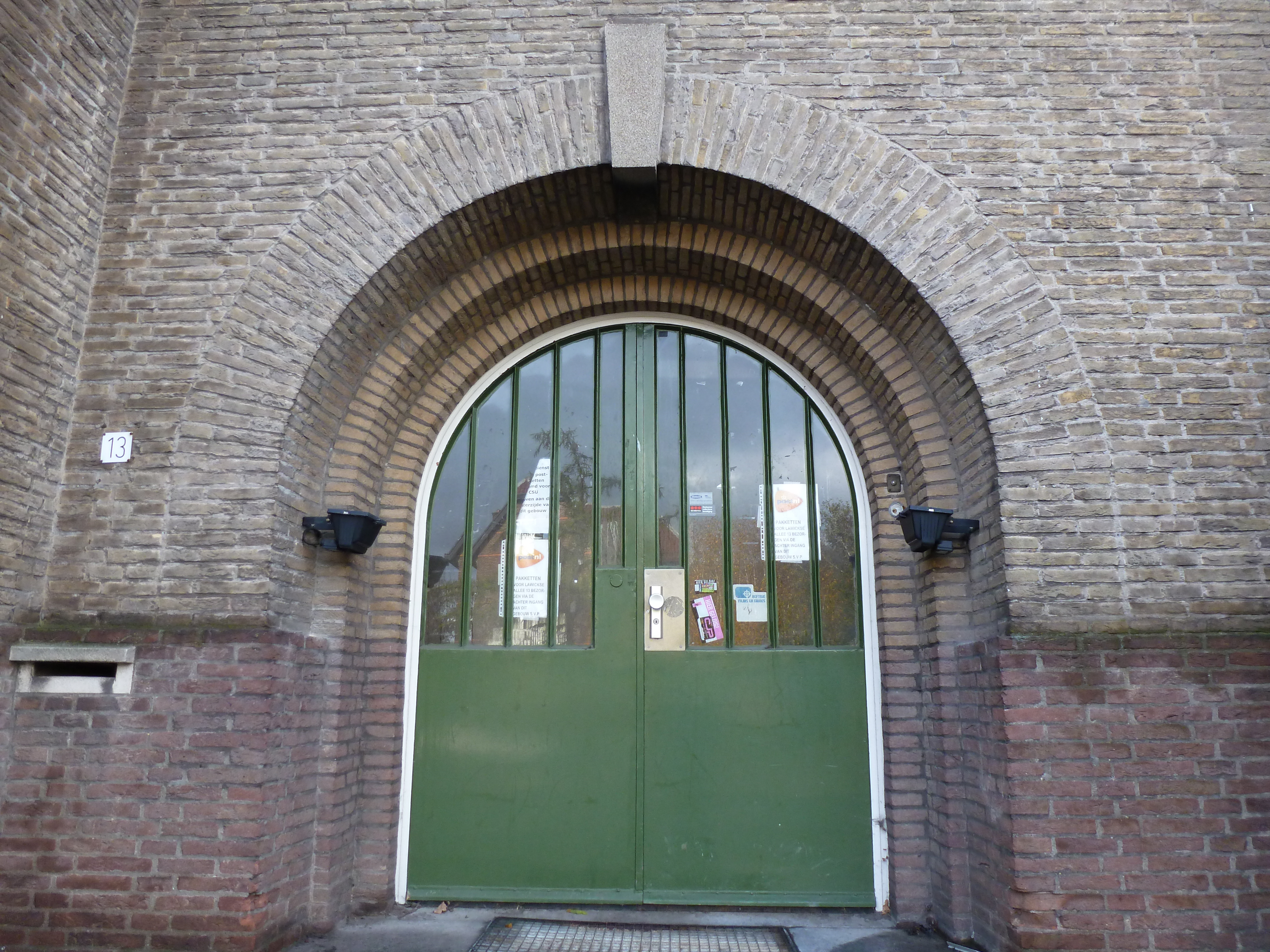
Hoofdingang
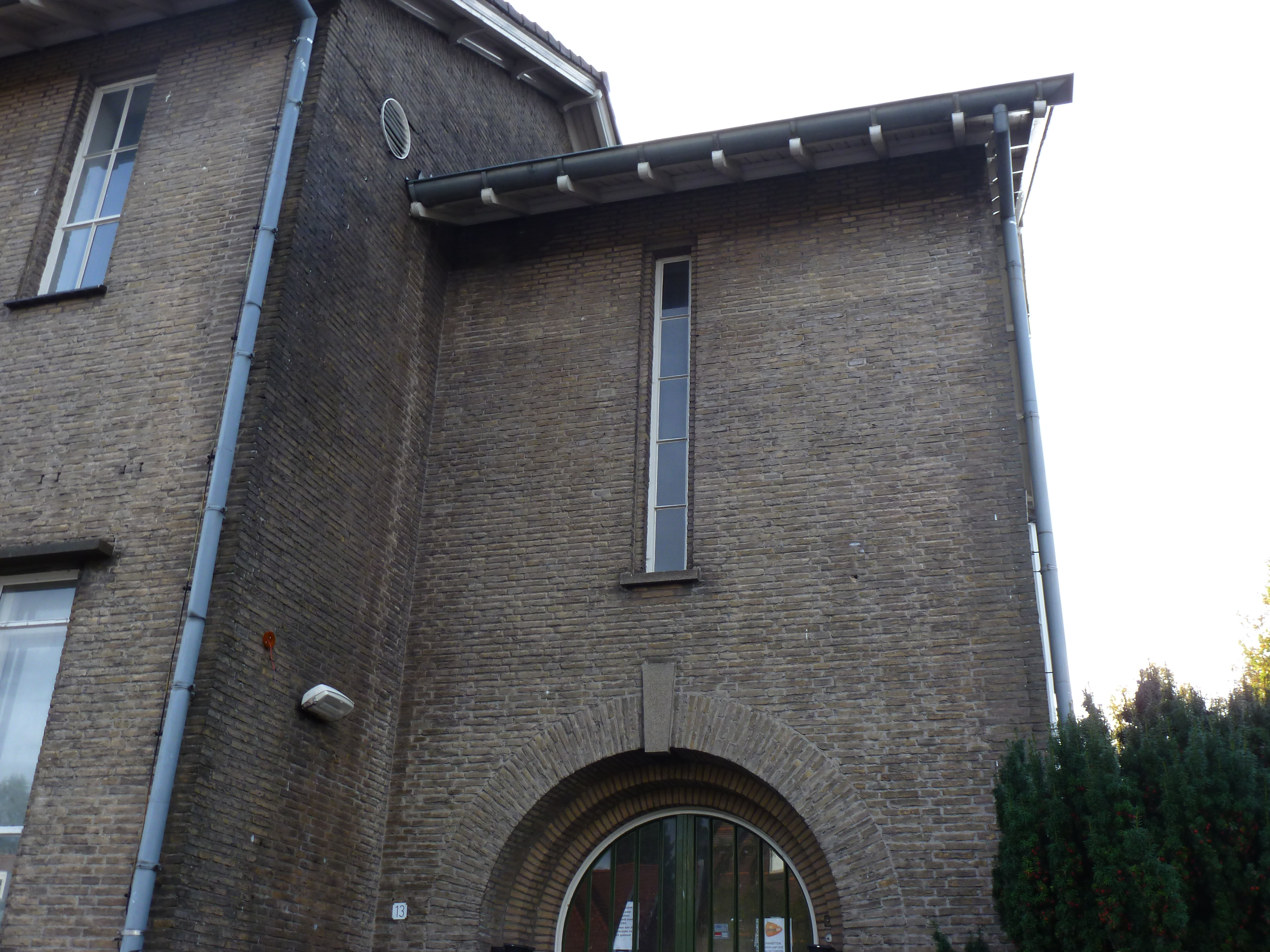
Rechterzijde voorgevel
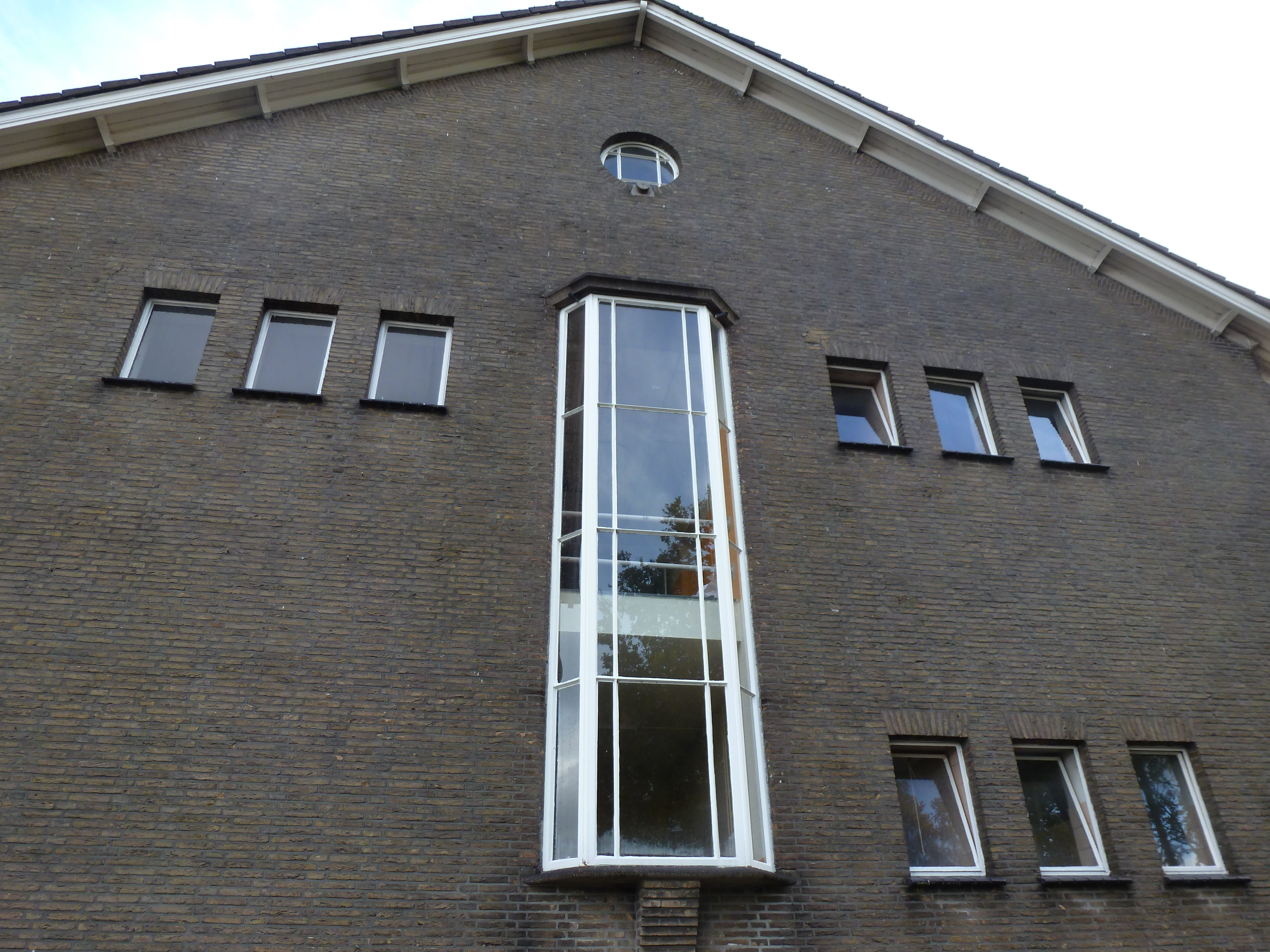
Zijgevel
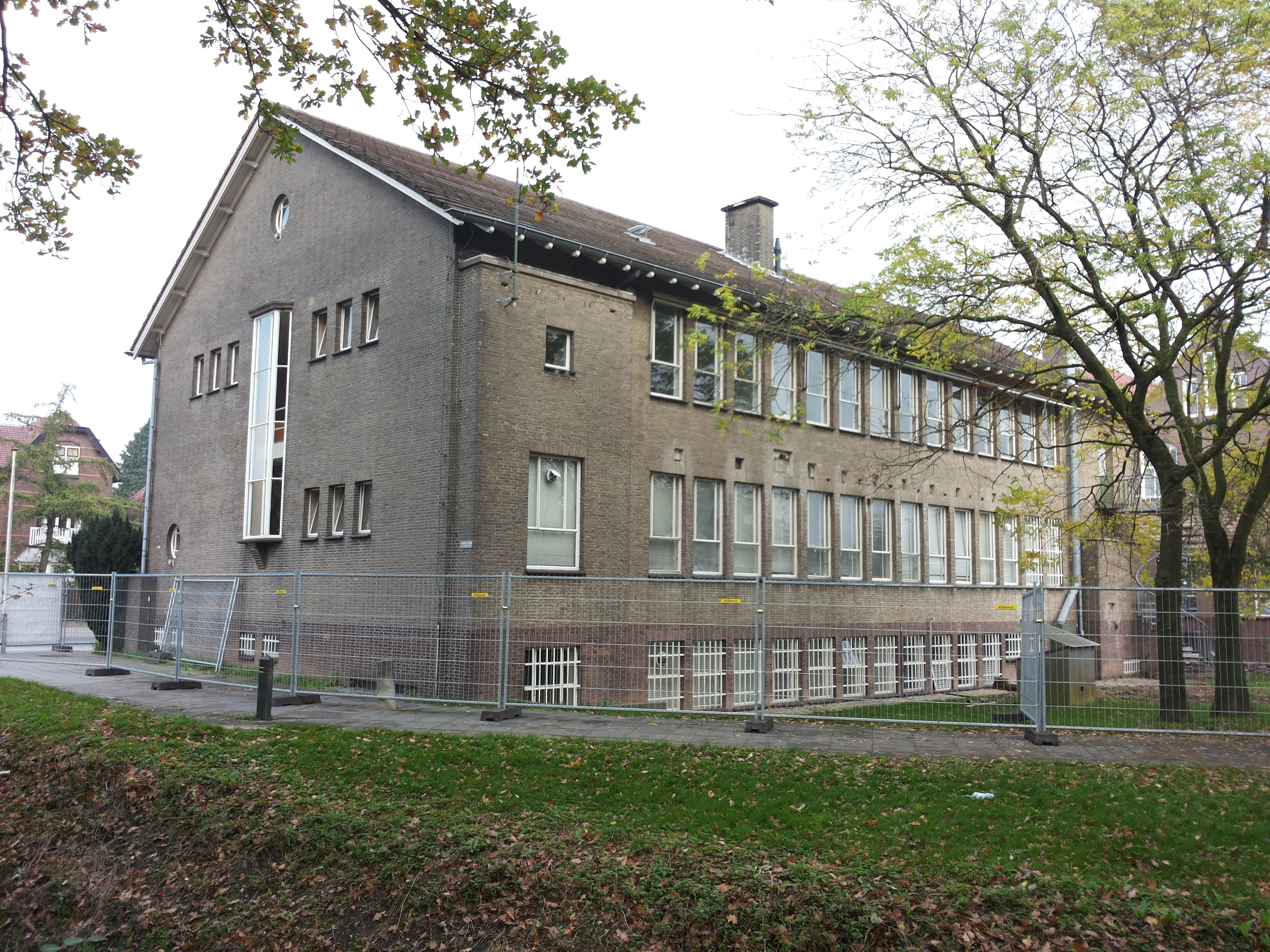
Achtergevel